# Jnanasutra
Jnanasutra (tib.: ye shes mdo) war ein im siebten/achten Jahrhundert in Indien lebender buddhistischer Meister, der einer Familie aus einer niederen Kaste entstammte.

Er wurde zunächst Schüler von Vimalamitra, der ihm einige Dzogchen-Lehren übertrug. Dzogchen zählt zu den höchsten Lehren des Vajrayana. Zusammen mit Vimalamitra wurde er Schüler des großen Dzogchen-Meisters Sri Singha. Von ihm erhielt Jnanasutra die volle Übertragung der Dzogchen-Lehren (Große Vollkommenheit), die dieser von Garab Dorje übermittelt erhalten hatte. Da Jnanasutra als Schüler länger bei Sri Singha lernte als Vimalamitra, wurde Jnanasutra später auch Lehrer von Vimalamitra. Jnanasutra war neben Padmasambhava, Vimalamitra und Vairocana, die alle bei Sri Singha lernten, der einzige, der an der Übertragung des Dzogchen nach Tibet nicht beteiligt war.
Jnanasutra widmete sich sein Leben lang der Meditation in Zurückgezogenheit und soll nach der Überlieferung später den sogenannten Regenbogenkörper erlangt haben, eine Ebene der Verwirklichung, bei der sich zum Zeitpunkt des Todeseintritts der physische Körper in Licht auflöst.

## Yeshe De
Jnanasutra bezeichnet auch Yeshe De (tib.: ye shes sde; 8.–9. Jahrhundert), einen Nyingmapa. Er war nach Tarthang Tulku (1980) ein führender 'Übersetzer' (tib: lotsawa) der ersten Welle der Übersetzung von Sanskrit nach Tibetisch und einer der 25 Hauptschüler von Padmasambhava.
Andere Schreibweisen: Zhang Yeshe De (tib. ཞང་ཡེ་ཤེས་སྡེ, zhang ye shes sde), Shang Nanam Yeshe De (tib.: zhang sna nam ye shes sde).